# Pohled z okna v Le Gras

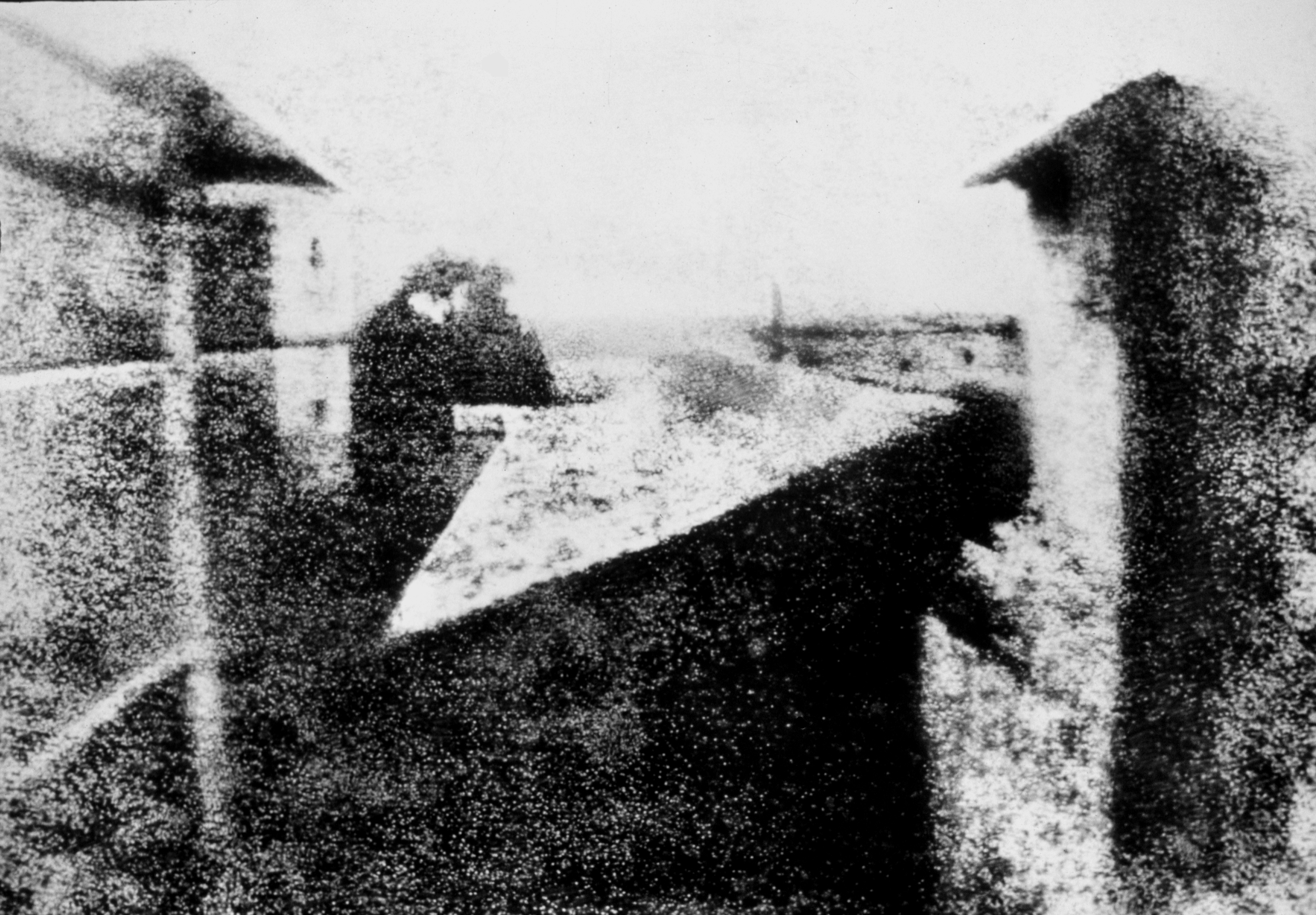
Druhá nejstarší fotografie na světě, kterou Niépce pořídil ve francouzském Saint-Loup-de-Varennes asi v roce 1826

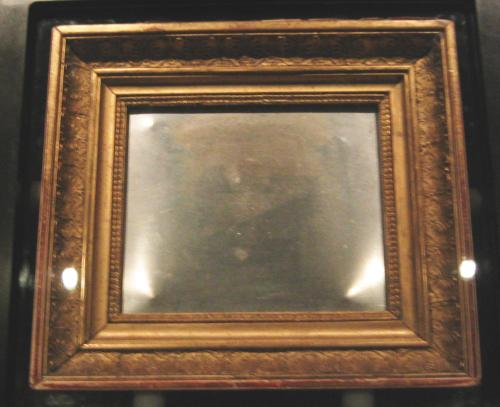
Zarámování nejstarší fotografie na světě

Pohled z okna v Le Gras (francouzsky La cour du domaine du Gras, doslova Dvůr na statku Le Gras) je druhá nejstarší známá a dochovaná stálá fotografie francouzského vynálezce a průkopníka fotografie Nicéphora Niépceho, kterou pořídil přibližně v roce 1826 vlastní metodou pojmenovanou heliografie – kresba sluncem. Do roku 2002 byla tato fotografie považována za nejstarší na světě.
Jedná se o snímek pořízený z okna v obci Saint-Loup-de-Varennes v departementu Saône-et-Loire. Fotografie byla vytvořena pomocí camery obscury s předsádkou a cínové destičky pokryté živicí při osmihodinové expozici. Slunce za tu dobu přešlo oblohu od východu k západu a osvětlilo obě strany nádvoří. Výsledná fotografie měla rozměr 20 × 25 cm. Obraz snímal na asfaltovou vrstvu, která v osvětlených částech tvrdla a vytvořila bílé plochy. Stíny jsou tmavé plochy cínové podložky po smytí neosvětleného asfaltu roztokem levandulového oleje a terpentýnu.

## Historie snímku
Niépce na litografickou desku s vrstvou světlocitlivé fermeže kopíroval od roku 1813 pomocí slunečního světla kresby a grafické listy, jejichž papír byl zprůsvitněn. Roku 1816 použil malou cameru obscuru a papír se světlocitlivou vrstvou chloridu stříbrného, avšak snímky nebyly ustálené a obraz časem zmizel. Teprve od roku 1825 se mu podařilo fotografický obraz zachovat díky ustálení. Tehdy však ještě v podobě vymytí levandulovým olejem a terpentýnem.
Po neúspěšné cestě do Británie, kdy se mu nepodařilo vzbudit zájem Královské společnosti podílet se na procesu fotografie, Niépce daroval fotografii botanikovi Francisi Bauerovi. Pak byla naposledy veřejně vystavena v roce 1898 a následně na ni bylo zapomenuto. Helmut Gernsheim vynesl tuto fotografii do popředí znovu v roce 1952 a firma Eastman Kodak Company vyrobila kopii.
V roce 1973 získala fotografii od Helmuta Gernsheima Texaská univerzita v Austinu a dnes (2009) se nachází v Harry Ransom Humanities Research Center tamtéž.
Časopis Life ji zařadil do seznamu fotografií s názvem 100 fotografií, které změnily svět.
V roce 2002 však byla v kolekci jednoho francouzského sběratele nalezena dochovaná ještě starší Niépceho fotografie. Bylo zjištěno, že pochází z roku 1825, tedy ještě o rok dříve než snímek dvora. Jedná se o heliografickou kopii rytiny mladého chlapce vedoucího koně do stájí. Fotografii koupila Francouzská národní knihovna v aukci za 450 000 eur jako svůj „národní poklad“.